# Guèze
Die Guèze ist ein kleiner Fluss im Zentralmassiv von Frankreich, der im Département Allier der Region Auvergne-Rhône-Alpes südwestlich der Stadt Moulins verläuft.

## Geografie

### Verlauf
Die Guèze entspringt im Gemeindegebiet von Cressanges, entwässert generell Richtung Ostnordost knapp nördlich der Autobahn A79 und mündet nach rund 15 Kilometern im Gemeindegebiet von Chemilly als linker Nebenfluss in den Allier. Der Mündungsabschnitt liegt im Naturschutzgebiet Val d’Allier.

### Orte am Fluss
(Reihenfolge in Fließrichtung)
- Le Vernet, Gemeinde Cressanges
- Le Village, Gemeinde Cressanges
- Bostz, Gemeinde Besson
- Besson
- Chassignoles, Gemeinde Besson
- Les Thévenots, Gemeinde Chemilly
- Chemilly

## Sehenswürdigkeiten
- Château du Vieux-Bost, Schloss mit Ursprüngen aus dem 15. Jahrhundert am Flussufer bei Besson – Monument historique[5]